# Paraclytemnestra lineata
Paraclytemnestra lineata är en skalbaggsart som först beskrevs av Fisher 1926.  Paraclytemnestra lineata ingår i släktet Paraclytemnestra och familjen långhorningar. Inga underarter finns listade i Catalogue of Life.